# Gete Wamiová
Gete Wamiová (* 11. prosince 1974) je etiopská atletka, běžkyně na dlouhé tratě, mistryně světa v běhu na 10 000 metrů z roku 1999.

## Sportovní kariéra
Na olympiádě v Atlantě v roce 1996 vybojovala v běhu na 10 000 metrů bronzovou medaili. Svého největšího úspěchu dosáhla na mistrovství světa v roce 1999, kde v této disciplíně zvítězila. Na olympiádě v Sydney získala dvě medaile – v běhu na 5000 metrů bronzovou a na dvojnásobné trati stříbrnou. V Edmontonu v roce 2001 doběhla ve finále na 10 000 metrů třetí.